# Can Catasús
Can Catasús o casa Catasús és un edifici a la ciutat-jardí de Terramar, zona residencial formada per habitatges unifamiliars, aïllats envoltats de jardins, al municipi de Sitges (Garraf) inclòs a l'Inventari del Patrimoni Arquitectònic de Catalunya. Es tracta d'un edifici de planta baixa i pis amb piscina exterior de 5x10 metres.
La distribució interna d'espais és molt senzilla i totes les dependències tenen accés i ventilació independents. Les obertures es disposen en funció dels espais interns a què corresponen; així, a les zones d'estar, gran part dels murs són substituïts per superfícies de vidre, comunicades amb el jardí i protegides per persianes correteres. La coberta, plana, contribueix a l'efecte d'horitzontalitat que predomina a la construcció. El propietari del terreny, Francesc Catasús va presentar el 5-11-1956 a l'Ajuntament de Sitges la sol·licitud de permís d'obres per a la construcció de l'edifici permís que li fou concedit tres dies després. L'encarregat de dur a terme l'obra fou l'arquitecte Josep Antoni Coderch i de Sentmenat, amb la col·laboració de l'aparellador Evaldo Martin Garzaran. L'edifici responia a la voluntat d'aconseguir una obra unitària, que prengués en consideració tant l'espai-jardí que envolta la construcció, com a aquesta i la seva decoració interior. El pressupost total de l'obra no superà les 450.000 pessetes. Ha experimentat diverses modificacions.